# Гимназија Ивањица
Гимназија је самостална образовно-васпитна установа, једна од две средње школе у Ивањици, са адресом Улица 13. септембар бр. 58. На основу својих нормативних аката као и на основу решења број 531-134/98 од 11. 02. 1998. године, уписана је у регистар код Окружног привредног суда у Ужицу, и регистрована као самостална образовно-васпитна установа.

## Историја
На иницијативу грађана Скупштина општине Ивањица донела је одлуку о оснивању Гимназије 13. VIII 1964. Гимназија ће почети са радом 1964/65. као истурено одељење гимназије „Миодраг Миловановић – Луне“ из Титовог Ужица. Носиће назив професора немачког језика Венијамина Маринковића из села Вионице под Голијом. Убрзо 29. I 1965. Гимназија је уписана у Служби друштвеног књиговодства као самостална организација са седиштем у Ивањици. У складу са реформама средњег образовања 1977. године и увођења средњег усмереног образовања у Гимназије постаје део нове мреже школа па се спаја са Образовним средњошколским центром ООУР школом „Браћа Симић“ у јединствени ОУР тј. Образовни центар „Венијамин Маринковић“. У школској 1984/85. уследила је нова реорганизација па је  Образовни центар „Венијамин Маринковић“ подељен у две средње школе Средња школа „Моравичка партизанска чета“ и Средња школа „Венијамин Маринковић“. Новоформирана школа „Венијамин Маринковић“ задржала је природно-математичку и машинску струку. Школске 1990/91. упоредо са завршним разредима уписала се генерација гимназијалаца општег смера. Школске 1991/92. по решењу Окружног суда удруженог града из Титовог Ужица Гимназија је регистрована само као Гимназија Ивањица са седиштем у улици 13. септембар 58 (без имена Венијамин Маринковић). Од 2003/2004. у Гимназију се уписују само одељења општег смера. 
3. VI 2002. Гимназија је добила проширење делатности из области рачунарства и информатике, а 10. VI 2006. одобрење за спровођење огледа за гимназије информатичког смера. Школске 2008/09. Гимназија је обављала делатност у новим смеровима природно-математичком  и друштвено-језичком. 
2014/2015. у Гимназији су само одељења општег смера.

## Одељења
Од школске 2008/2009. у први разред Гимназије уписују се одељења општег смера. Настава се одвија у 15  одељења, на српском језику, у две зграде, у девет кабинета,  једном мултимедијалном кабинету, 15 учионица и фискултурној сали.

## Галерија
- Гимназија Ивањица
- Гимназија Ивањица
- Општина Ивањица